# Zemský okres Bayreuth
Zemský okres Bayreuth (německy Landkreis Bayreuth) je zemský okres v německé spolkové zemi Bavorsko, ve vládním obvodu Horní Franky. Sídlem správy zemského okresu je město Bayreuth, které ovšem není jeho součástí. Má přibližně 97 tisíc obyvatel. 

## Města a obce
Města:
1. Bad Berneck im Fichtelgebirge
2. Betzenstein
3. Creußen
4. Gefrees
5. Goldkronach
6. Hollfeld
7. Pegnitz
8. Pottenstein
9. Waischenfeld

Obce:
1. Ahorntal
2. Aufseß
3. Bindlach
4. Bischofsgrün
5. Eckersdorf
6. Emtmannsberg
7. Fichtelberg
8. Gesees
9. Glashütten
10. Haag
11. Heinersreuth
12. Hummeltal
13. Kirchenpingarten
14. Mehlmeisel
15. Mistelbach
16. Mistelgau
17. Plankenfels
18. Plech
19. Prebitz
20. Schnabelwaid
21. Seybothenreuth
22. Speichersdorf
23. Warmensteinach
24. Weidenberg